# 前田徹

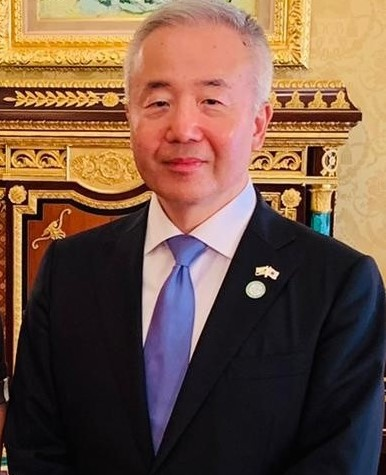
2022年6月

前田 徹（まえだ とおる）は、日本の外交官。サンフランシスコ総領事、駐ブルネイ特命全権大使等を経て、駐ネパール特命全権大使。

## 人物
1985年東京大学法学部第二類卒業、外務省入省。ジョージタウン大学外交政策大学院修了、外交政策学修士。外務省国際情報統括官付国際情報官（第2国際情報官室担当）、外務省国際協力局総合計画課長、在インドネシア日本国大使館経済公使、在ジュネーブ国際機関日本政府代表部総務公使、国際協力機構総務部長を経て、2017年から国際協力機構理事を務めたが、予算管理問題で2年の任期途中で退任し、在ミャンマー日本国大使館次席公使を経て、2019年サンフランシスコ総領事。2021年駐ブルネイ特命全権大使。2024年駐ネパール特命全権大使。

## 略歴
- 1985年（昭和60年）4月　外務省入省
- 平成18年8月　国際協力局国別開発協力第1課長、内閣官房内閣参事官（内閣官房副長官補付）
- 平成19年10月　国際協力局総合計画課長
- 平成21年1月　在インドネシア日本国大使館参事官
- 平成23年8月　在ジュネーブ国際機関日本政府代表部公使（総務）
- 平成27年10月　依願退官、国際協力機構総務部長
- 平成29年1月　国際協力機構理事
- 平成30年8月　在ミャンマー日本国大使館公使（次席）
- 平成31年12月　在サンフランシスコ日本国総領事館総領事
- 令和3年10月　特命全権大使ブルネイ国駐箚
- 令和6年11月　特命全権大使ネパール国駐箚

## 同期
- 相木俊宏（21年タジキスタン大使）
- 磯俣秋男（24年スリランカ大使・21年アラブ首長国連邦大使）
- 市川とみ子（23年軍縮会議代表部大使）
- 伊藤恭子（23年チリ大使・20年エチオピア大使）
- 稲垣久生（23年トンガ大使）
- 大菅岳史（22年チュニジア大使・19年国連次席大使・18年外務報道官・17年アフリカ部長）
- 大森摂生（22年ボツワナ大使）
- 島田順二（21年メルボルン総領事）
- 清水信介（22年特命全権大使（アフリカ開発会議（TICAD）担当兼アフリカの角地域関連担当、国連安保理改革担当、安保理非常任理事国選挙担当）・18年チュニジア大使）
- 鈴木秀生（24年特命全権大使（広報外交担当兼国際保健担当、メコン協力担当）・20年チェコ大使・19年国際協力局長・17年地球規模課題審議官）
- 鈴木浩（22年インド大使・20年外務審議官・12年内閣総理大臣秘書官）
- 鈴木亮太郎（21年アイスランド大使）
- 滝崎成樹（20年内閣官房副長官補・19年アジア大洋州局長）
- 竹内一之（22年ザンビア大使）
- 垂秀夫（20年中国大使・19年官房長）
- 中前隆博（22年スペイン大使・19年アルゼンチン大使・17年中南米局長）
- 橋本尚文（22年特命全権大使（人権担当兼国際平和貢献担当）・20沖縄大使・18年イラク大使）
- 福島秀夫（21年パナマ大使・18年ヒューストン総領事）
- 三澤康（25年関西担当大使・22年タンザニア大使）
- 水嶋光一（21年イスラエル大使・19年領事局長）
- 水越英明（24年スウェーデン大使・21年スリランカ大使・20年国際情報統括官）
- 武藤顕（23年ロシア大使・22年外務省研修所長）
- 森美樹夫（23年ニューヨーク総領事・21年領事局長）
- 山元毅（23年ペルー大使・19年グアテマラ大使・17年東京都外務長）